# 贡德雷明根
贡德雷明根是德国巴伐利亚州的一个市镇。总面积10.83平方公里，总人口1593人，其中男性901人，女性692人（2011年12月31日），人口密度147人/平方公里。